# Koki Kiyotake
Koki Kiyotake (清武 功暉 Kiyotake Koki?, nacido el 20 de marzo de 1991 en Oita) es un futbolista japonés que se desempeña como delantero.

## Trayectoria

### Clubes
| Club             | País  | Año         |
| ---------------- | ----- | ----------- |
| Sagan Tosu       | Japón | 2012 - 2015 |
| Roasso Kumamoto  | Japón | 2015 - 2016 |
| JEF United Chiba | Japón | 2017 -      |

## Estadística de carrera

### J. League
| Club             | Año   | J. League | J. League | Copa J. League | Copa J. League | Total | Total |
| Club             | Año   | Part.     | Goles     | Part.          | Goles          | Part. | Goles |
| ---------------- | ----- | --------- | --------- | -------------- | -------------- | ----- | ----- |
| Sagan Tosu       | 2012  | 2         | 0         | 1              | 0              | 3     | 0     |
| Sagan Tosu       | 2013  | 10        | 0         | 4              | 0              | 14    | 0     |
| Sagan Tosu       | 2014  | 2         | 0         | 3              | 1              | 5     | 1     |
| Sagan Tosu       | 2015  | 0         | 0         | 2              | 0              | 2     | 0     |
| Roasso Kumamoto  | 2015  | 19        | 7         | -              | -              | 19    | 7     |
| Roasso Kumamoto  | 2016  | 37        | 12        | -              | -              | 37    | 12    |
| JEF United Chiba | 2017  | 40        | 11        | -              | -              | 40    | 11    |
| Total            | Total | 110       | 30        | 10             | 1              | 120   | 31    |